# Vicariat apostolique de Puyo
Le vicariat apostolique de Puyo (en latin : Vicariatus Apostolicus Puyoënsis ; en espagnol : Vicariato apostólico de Puyo) est un vicariat apostolique de l'Église catholique en Équateur directement soumis au Saint-Siège.

## Territoire
Le vicariat apostolique comprend la province de Pastaza sauf les paroisses de Santa Clara, Arajuno et Curaray qui sont gérées par le vicariat apostolique de Napo.
Il possède un territoire d'une superficie de 30 000 km2 divisé en 20 paroisses. Le siège est à Puyo où se trouve la cathédrale Notre-Dame du Rosaire.

## Histoire
La préfecture apostolique de Canelos et Macas est érigé le 4 octobre 1886 par Léon XIII en prenant sur le territoire du vicariat apostolique de Napo. La mission d'évangélisation est confiée aux dominicains.
Le 19 février 1930, en vertu du bref Quo fidei du pape Pie XI, la préfecture apostolique cède le territoire de Macas au vicariat apostolique de Méndez et Gualaquiza (aujourd'hui vicariat apostolique de Méndez) et prend le nom de préfecture apostolique de Canelos.
En 1936, le préfet apostolique Jacinto Dávila, transfère le siège de la préfecture de Canelos à Puyo, ce qui contribue au développement de cette ville. Son successeur, Sebastián Acosta, fait venir les dominicaines de sainte Catherine de Sienne (es) de Colombie, en 1949, pour l'éducation des filles et des jeunes de Puyo, et les sœurs missionnaires Lauritas, en 1959, pour l'école de Canelos et la pastorale pour les indigènes de la  rivière Bobonaza (es).
La préfecture apostolique est élevée au rang de vicariat apostolique le 29 septembre 1964 par la constitution apostolique Apostolica praefectura du pape Paul VI. Il prend son nom actuel le 18 mai 1976 par le décret Cum excellentissimus de la congrégation pour l'évangélisation des peuples.

## Évêques
- Enrique Ezequiel Vacas Galindo, O.P (1898-1909)
- Álvaro Valladares, O.P (1909-1926)
- Agustín María León, O.P (1926-1936)
- Jacinto María D'Avila, O.P (1936-1948)
- Sebastião Acosta Hurtado, O.P (1948-1958)
- Alberto Zambrano Palacios, O.P (1959-1972) nommé évêque du diocèse de Loja
- Tomás Ángel Romero Gross, O.P (1973-1990)
  - Sede vacante (1990-1992)
- Frumencio Escudero Arenas (1992-1998)
- Rafael Cob García (1998- )